# Триртутьоктанатрий
Триртутьоктанатрий — бинарное неорганическое соединение
натрия и ртути
с формулой Hg3Na8,
кристаллы.

## Получение
- Сплавление стехиометрических количеств чистых веществ:

{\displaystyle {\mathsf {8Na+3Hg\ {\xrightarrow {66^{o}C}}\ Hg_{3}Na_{8}}}}

## Физические свойства
Триртутьоктанатрий образует кристаллы нескольких модификаций:
- α-Hg3Na8, тригональная сингония, параметры ячейки a = 0,9228 нм, c = 5,2638 нм, Z = 12, структура типа октазолототриалюминия Al3Au8, существует при температуре ниже 57°С;
- β-Hg3Na8, параметры ячейки a = 0,5407 нм, c = 1,3420 нм, структура типа висмутида трилития, существует в диапазоне температур 57÷64°С;
- γ-Hg3Na8, кубическая сингония, параметры ячейки a = 7,663 нм, структура типа висмутида трилития, существует при температуре выше 64°С [1]

Ранее этому соединению приписывалась формула Hg2Na5
.
Соединение образуется по перитектической реакции при температуре 66 °C .